# 瓦尔费拉斯
瓦尔费拉斯（葡萄牙語：Wall Ferraz）是巴西皮奥伊州的一个市镇。总面积264.71平方公里，总人口4504人，人口密度17人/平方公里。